# Донзеј
Донзеј (фр. Donzeil) насеље је и општина у централној Француској у региону Лимузен, у департману Крез која припада префектури Обисон.
По подацима из 2011. године у општини је живело 185 становника, а густина насељености је износила 13,66 становника/km². Општина се простире на површини од 13,54 km². Налази се на средњој надморској висини од 564 метара (максималној 620 m, а минималној 508 m).

## Демографија
| 1962. | 1968. | 1975. | 1982. | 1990. | 1999. | 2011. |
| ----- | ----- | ----- | ----- | ----- | ----- | ----- |
| 235   | 283   | 238   | 210   | 197   | 188   | 185   |

График промене броја становника у току последњих година